# 1492: Conquest of Paradise
1492: Conquest of Paradise ist der Soundtrack zu Ridley Scotts 1492 – Die Eroberung des Paradieses des griechischen Komponisten Vangelis aus dem Jahr 1992. Zu einem kommerziellen Erfolg, vor allem im deutschsprachigen Raum, avancierte die Singleauskopplung Conquest of Paradise.

## Entstehung und Veröffentlichung
Die Erstveröffentlichung von 1492: Conquest of Paradise erfolgte am 9. Oktober 1992 bei EastWest. Das Album erschien in seiner Originalausführung als CD mit zwölf Titeln (Katalognummer: 4509-91014-2). Die CD selbst erschien mit zwei unterschiedlichen Coverbildern.
Geschrieben und produziert wurden alle Lieder alleine von Vangelis selbst. Die Musik auf dem Album unterscheidet sich jedoch deutlich von der im Film.

## Titelliste
1. Opening (1:20)
2. Conquest of Paradise (4:47)
3. Monastery Of La Rabida (3:37)
4. City Of Isabel (2:16)
5. Light And Shadow (3:46)
6. Deliverance (3:28)
7. West Across The Ocean Sea (2:52)
8. Eternity (1:59)
9. Hispañola (4:56)
10. Moxica And The Horse (7:06)
11. Twenty Eighth Parallel (5:14)
12. Niña, Pinta, Santa Maria (into Eternity) (13:20)

## Kommerzieller Erfolg

### Chartplatzierungen
| ChartsChartplatzierungen     | Höchstplatzierung | Wochen |
| ---------------------------- | ----------------- | ------ |
| Deutschland (GfK)            | 1 (52 Wo.)        | 52     |
| Österreich (Ö3)              | 1 (38 Wo.)        | 38     |
| Schweiz (IFPI)               | 1 (38 Wo.)        | 38     |
| Vereinigtes Königreich (OCC) | 33 (6 Wo.)        | 6      |

| ChartsJahrescharts (1995) | Platzierung |
| ------------------------- | ----------- |
| Deutschland (GfK)         | 4           |
| Österreich (Ö3)           | 5           |
| Schweiz (IFPI)            | 4           |

### Auszeichnungen für Musikverkäufe
Das Album verkaufte sich laut Schallplattenauszeichnungen über 2,9 Millionen Mal. Es verkaufte sich alleine in Deutschland über 1,25 Millionen Mal, womit es zu den meistverkauften Musikalben des Landes zählt.
| Land/Region                  | Auszeichnungen für Musikverkäufe (Land/Region, Auszeichnung, Verkäufe) | Verkäufe  |
| ---------------------------- | ---------------------------------------------------------------------- | --------- |
| Argentinien (CAPIF)          | Platin                                                                 | 60.000    |
| Belgien (BRMA)               | 2× Platin                                                              | 100.000   |
| Brasilien (PMB)              | Gold                                                                   | 100.000   |
| Deutschland (BVMI)           | 5× Gold                                                                | 1.250.000 |
| Frankreich (SNEP)            | 2× Platin                                                              | 600.000   |
| Neuseeland (RMNZ)            | Platin                                                                 | 15.000    |
| Niederlande (NVPI)           | 2× Platin                                                              | 200.000   |
| Norwegen (IFPI)              | Platin                                                                 | 50.000    |
| Österreich (IFPI)            | 2× Platin                                                              | 100.000   |
| Polen (ZPAV)                 | Gold                                                                   | 50.000    |
| Schweiz (IFPI)               | 2× Platin                                                              | 100.000   |
| Spanien (Promusicae)         | 2× Platin                                                              | 200.000   |
| Vereinigtes Königreich (BPI) | Gold                                                                   | 100.000   |
| Insgesamt                    | 4× Gold · 17× Platin ·                                                 | 2.925.000 |